# Rioraja agassizii
Rioraja agassizii е вид акула от семейство Arhynchobatidae. Видът е уязвим и сериозно застрашен от изчезване.

## Разпространение и местообитание
Разпространен е в Аржентина (Буенос Айрес), Бразилия (Рио Гранди до Сул) и Уругвай.
Обитава крайбрежията на морета и реки. Среща се на дълбочина от 14 до 100 m, при температура на водата от 7,8 до 21,5 °C и соленост 28,9 – 36,3 ‰.